# Hanne Bingle
Hanne Bingle   (Dinamarca, 1958) és una activista danesa pels drets de les dones, ex conductora del metro de Londres i powerlifter. El 2017, va ser inclosa en la llista de les 100 dones de la BBC de les dones més inspiradores.

## Vida personal
Hanne Bingle va néixer a Dinamarca i es va traslladar al Regne Unit a la dècada de 1980. Està casada amb Ian Bingle, que també treballava com a conductor del metro de Londres.

## Trajectòria
Bingle es va incorporar a Transport for London el 1998, on va treballar com a assistent d'atenció al client a l'estació de metro de Piccadilly Circus. Es va formar com a conductora del metro de Londres i va començar a conduir trens a la línia Victoria el 2001. Va conduir trens per a TfL durant 13 anys. Durant el seu temps amb TfL, va participar en la xarxa de dones Transport for London. Bingle volia abordar el desequilibri de gènere, ja que en aquell moment, només al voltant del 13% dels conductors de la línia Victoria eren dones. El 2009, va rebre un MBE honorífic pels serveis a la igualtat de les dones i al transport públic. El 2017, va ser inclosa en la llista de les 100 dones de la BBC de les dones més inspiradores.
Des del 2008, Bingle ha competit en competicions professionals d'aixecament de potència, representant Gran Bretanya. Va competir en diversos Campionats del Món entre 2008 i 2012. També és àrbitre nacional.